# Aneurisma da aorta abdominal
Aneurisma da aorta abdominal (AAA), é uma  dilatação anómala na porção abdominal da artéria aorta de tal modo que o diâmetro ultrapassa os 3 cm ou atinge um diâmetro 50% maior do que o normal. A maioria dos pacientes são assintomáticos, excepto quando o aneurisma se rompe. Ocasionalmente pode provocar dor abdominal, nas costas ou nas pernas. Os aneurismas de grandes dimensões, por vezes, podem ser sentidos pressionando o abdómen. A sua principal complicação é a ruptura que pode provocar uma forte dor abdominal ou nas costas, pressão arterial baixa ou uma súbita perda de consciência. O sangramento para dentro da cavidade abdominal, é muitas vezes fatal. Estes casos graves requerem cirurgia imediata.
Aneurismas de aorta abdominal ocorrem mais frequentemente em pessoas com mais de 50 anos; principalmente do sexo masculino e pessoas com antecedentes familiares da doença. Outros fatores de risco incluem o tabagismo, hipertensão arterial e outras doenças cardiovasculares. As anomalias genéticas que aumentam o risco de contrair a doença incluem a síndrome de Marfan e a síndrome de Ehlers-Danlos. Um aneurisma da aorta abdominal é a forma mais comum de aneurismas da aorta. Aproximadamente 85% ocorrem no nível abaixo dos rins e os demais acima ou ao nível do rins. Nos Estados Unidos é recomendado fazer um rastreio com ultrassonografia em homens entre os 65 e 75 anos, fumadores ou ex-fumadores. No Reino Unido recomenda-se o rastreio a todos os homens com mais de 65 anos. Uma vez identificado o aneurisma, estes podem ser acompanhados periodicamente através de exames de ultrassonografia abdominal.
A melhor maneira de prevenir a doença é não fumar. Outros métodos podem incluir o tratamento da hipertensão, da hipercolesterolemia e evitar o sobrepeso. A cirurgia é geralmente recomendada para aqueles que tenham um aneurisma com diâmetro superior a 5.5 cm em homens e 5.0 cm em mulheres. Outros motivos para os quais se recomenda intervenção cirúrgica inclui a presença de sintomas e um rápido aumento do tamanho. A operação pode ser através de técnica aberta no tórax ou técnica endovascular. Em comparação com a cirurgia aberta, o reparo endovascular do aneurisma implica um menor risco de morte a curto prazo e redução do período de hospitalização, mas nem sempre pode ser uma opção viável. Aparentemente não existem diferenças entre os dois métodos de tratamento a longo prazo. Com o reparo do aneurisma endovascular existe uma maior necessidade de se repetir os procedimentos.
Aneurismas da aorta abdominal afetam entre 2% e 8% de homens com mais de 65 anos. Os índices entre as mulheres são quatro vezes mais baixos. Nos doentes com um aneurisma menor que 5.5 cm o risco de ruptura um ano depois é inferior a 1%. Entre aqueles com um aneurisma entre 5.5 e 7 cm o risco é de aproximadamente 10%, enquanto que nos pacientes com um aneurisma maior que 7 cm o risco é de aproximadamente 33%. O coeficiente de mortalidade em caso de ruptura está entre os 85 e 90%. Durante 2013, os aneurismas da aorta resultaram em 152,000 mortes, ultrapassando as cerca de 100,000 em 1990. Nos Estados Unidos os aneurismas de aorta abdominal provocaram entre 10,000 a 18,000 mortos em 2009.

## Epidemiologia
Entre os principais factores para o desenvolvimento do aneurisma de aorta abdominal estão o tabagismo, aterosclerose, idade avançada, sexo masculino e história familiar. Nos USA, cerca de 15,000 pessoas morrem todos os anos vítimas duma ruptura dum aneurisma da aorta, com uma clara propensão em homens do que em mulheres. O pico de incidência no sexo masculino ocorre por volta dos 70 anos de idade, no entanto vários estudos têm demonstrado que prevalência de aneurisma da aorta abdominal em homens com 60 anos é de cerca de 2-6%, divergindo consideravelmente entre os fumadores e os não fumadores (8 a 1) e entre pessoas do sexo masculino e feminino (4-6 a 1). A ruptura dum AAA ocorre em 1-3% dos indivíduos do sexo masculino com idade igual ou superior a 65 anos, com um índice de mortalidade de 70-95%.

## Quadro clínico
A aorta é a maior artéria do corpo humano e por ela passa sangue rico em oxigênio que é bombeado pelo coração. Da aorta abdominal saem ramos que levam sangue oxigenado e rico em nutrientes para os órgão abdominais (fígado, pâncreas, baço, estômago, rins e intestinos) e para a parte inferior do corpo. No abdome, a aorta abdominal divide-se  em duas artérias principais – as artérias ilíacas comuns – que levam sangue para a região pélvica e os membros inferiores.
O diâmetro de uma aorta normal é de aproximadamente 2 cm. A pressão exercida pela passagem do sangue pode provocar a dilatação de parte da parede da aorta,  diminuindo a sua espessura e tornando-a mais frágil e passível de ruptura. O aneurisma é justamente essa dilatação localizada da parede da artéria, formando uma bolsa de tamanho variável. A ruptura de um aneurisma pode causar uma grave hemorragia interna, que pode levar a um choque hemorrágico fatal.
Outra complicação bastante grave do aneurisma de aorta é a embolização: pedaços de coágulos ou trombos, que se formam no interior do aneurisma, podem se desprender e viajar através das artérias, ocasionando um bloqueio do vaso e impedindo a passagem do sangue, o que pode causar dor de forte intensidade ou sintomas e sinais mais graves, podendo até ocorrer gangrena.
O aneurisma de aorta abdominal diagnosticado antes de causar sintomas, pode ser tratado de maneira bastante segura e eficiente.
Na maioria dos casos o aneurisma não causa nenhum sintoma. Alguns indivíduos muito magros podem perceber que existe uma massa pulsátil, quando colocam as mãos no abdome. Os médicos detectam essa pulsação com mais frequência, por serem treinados para isso  mas mesmo eles podem não detectar o aneurisma, se o paciente for obeso.

### Ruptura de aneurisma de aorta abdominal
O primeiro sintoma de um aneurisma da aorta pode surgir apenas quando ele se rompe. A ruptura do aneurisma abdominal é um quadro muito grave e costuma evoluir com a tríade de massa abdominal pulsátil, hipotensão e dor abdominal de início súbito. Ela pode evoluir rapidamente para morte súbita.
Isso faz com que o aneurisma da aorta seja considerado uma doença silenciosa, e é importante que se faça o diagnóstico quando ainda não há sintomas.

## Diagnóstico
O diagnóstico do aneurisma da aorta abdominal é suspeitado com base no exame físico e história clínica do paciente. A confirmação é feita com ultra-sonografia do abdome, tomografia computadorizada ou ressonância magnética. Geralmente o aneurisma é diagnosticado em pacientes assintomáticos, porém pode ser diagnosticado em pacientes com ruptura do aneurisma.

## Rastreamento
Algumas sociedades médicas recomendam que seja realizado rastreamento do aneurisma de aorta abdominal em pacientes masculinos entre os 65 e 75 anos que já tenham fumado pelo menos uma vez na vida. O rastreamento geralmente é realizado uma única vez, com a utilização de ultrassonografia abdominal.

## Tratamento
Nem todos os pacientes com aneurisma de aorta abdominal precisam ser tratados cirurgicamente. Geralmente são indicados para cirurgia os casos em que o aneurisma causa sintomas, é muito grande (>5,5 cm) ou está em crescimento progressivo (>1 cm por ano). Os demais casos podem ser acompanhados regularmente através de ultrassonografias de abdômen periódicas.
Os pacientes com ruptura de aneurisma de aorta abdominal necessitam de tratamento cirúrgico imediato.

### Tratamento clínico
Podem ser utilizados medicamentos para diminuir a frequência cardíaca, como beta-bloqueadores. Deve-se também suspender o tabagismo.

### Tratamento cirúrgico
O médico especialista no tratamento cirúrgico do aneurisma de aorta abdominal é chamado de cirurgião vascular.
A técnica clássica (reparo aberto) é feita através de um procedimento cirúrgico com uma incisão no abdome, abertura do aneurisma e colocação de uma prótese (tubo de material sintético) no interior do vaso, para aliviar a pressão do sangue sobre a parede enfraquecida.
A técnica endovascular, mais recente, consiste na introdução de um enxerto intravascular (tubo em V) através de um cateter pela virilha, controlado por raios-X, sem necessidade de abrir o abdome. Essa técnica foi usada pela primeira vez em 1990 pelo cirurgião argentino Juan Carlos Parodi, e trazida ao Brasil em 1994 pelo cirurgião Pedro Puech, professor da Universidade de São Paulo.